# Club Atlético y Social Defensores de Belgrano
El Club Atlético y Social Defensores de Belgrano es un club social y deportivo argentino. Se encuentra en la localidad de Villa Ramallo, en el interior de la Provincia de Buenos Aires, y su actividad más destacada es el fútbol. El equipo ejerce la localía en el estadio Salomón Boeseldín, ubicado en Sarmiento 1545.
Ha participado en numerosas competiciones organizadas por la Asociación del Futbol Argentino (AFA), como la Copa Argentina, el Torneo Federal A, el Torneo Argentino B y el Torneo Argentino C.
Obtuvo el ascenso a la tercera división, luego de vencer a Estudiantes de Río Cuarto en la final del Torneo Argentino B 2010-11.
En 2015 disputó el segundo ascenso a la Primera B Nacional, cayendo en semifinales con el Club Atlético Unión Sunchales en el Torneo Federal A.        - 
Su mejor actuación fue cuando fue derrotado en la final de la temporada 2017/18 en manos de Gimnasia de mendoza.
El 9 de junio de 2017, en el marco de los treintaidosavos de final de la Copa Argentina, logró un hecho histórico venciendo 1 a 0 a Gimnasia y Esgrima La Plata de la Primera División con un hombre menos.
Además disputa y forma parte de la Liga Nicoleña de Fútbol desde 1971, donde obtuvo los campeonatos 1978, 1979, 1980, 1983, 1984, 1987, 1988, 1993, Apertura 1995, Apertura 1996, 1998, Clausura 2000, 2006, 2009 y 2010.
En básquet compite en la Primera División de la Asociación de Básquetbol de San Nicolás.

## Historia
Fue fundado el 1 de abril de 1946, con Miguel Petruzzi como primer presidente de la entidad. El nombre oficial del club proviene de un colegio y una plaza que llevaban por nombre Belgrano.
Inicialmente vestía los colores de Vélez Sarsfield, pero en 1950, se vistieron de granates por sugerencia de Pete González en homenaje al Club Atlético Lanús, y adoptaron el escudo actual.
El escudo del equipo es de color granate y blanco. Posee las iniciales del club en la parte superior en color blanco y un elefante en el centro que significa «fuerza y poderío, según los fundadores del club».

## Estadios
El estadio de fútbol lleva el nombre de Salomón Boeseldín, un extranjero aficionado y simpatizante del fútbol, originario de Turquía. Tiene capacidad para 3000 espectadores. Posee además un centro deportivo acondicionado con canchas, salones y piletas.
El estadio donde disputa los partidos de baloncesto se llama «Luis María Giordano».

## Datos del club
Participaciones en torneos nacionales y regionales:
- Participaciones en la Primera División: 0
- Participaciones en la Segunda División: 0
- Participaciones en la Tercera División: 14
- Participaciones en la Cuarta División: 4
- Participaciones en la Quinta División: 2
- Copa Argentina[6]
- Torneo Federal A[7]
- Torneo Argentino B[4]
- Torneo Argentino C[5]
- Liga Nicoleña de Fútbol[5]

## Palmarés

### Campeonatos regionales
- Liga Nicoleña de Fútbol (21): 1978, 1979, 1980, 1983, 1984, 1987, 1988, 1993, 1995, 1996, 1998, 2000, 2006, 2009, 2010, 2012, 2014, 2015, 2019, 2021, 2024.